# Yasukuni-Schrein

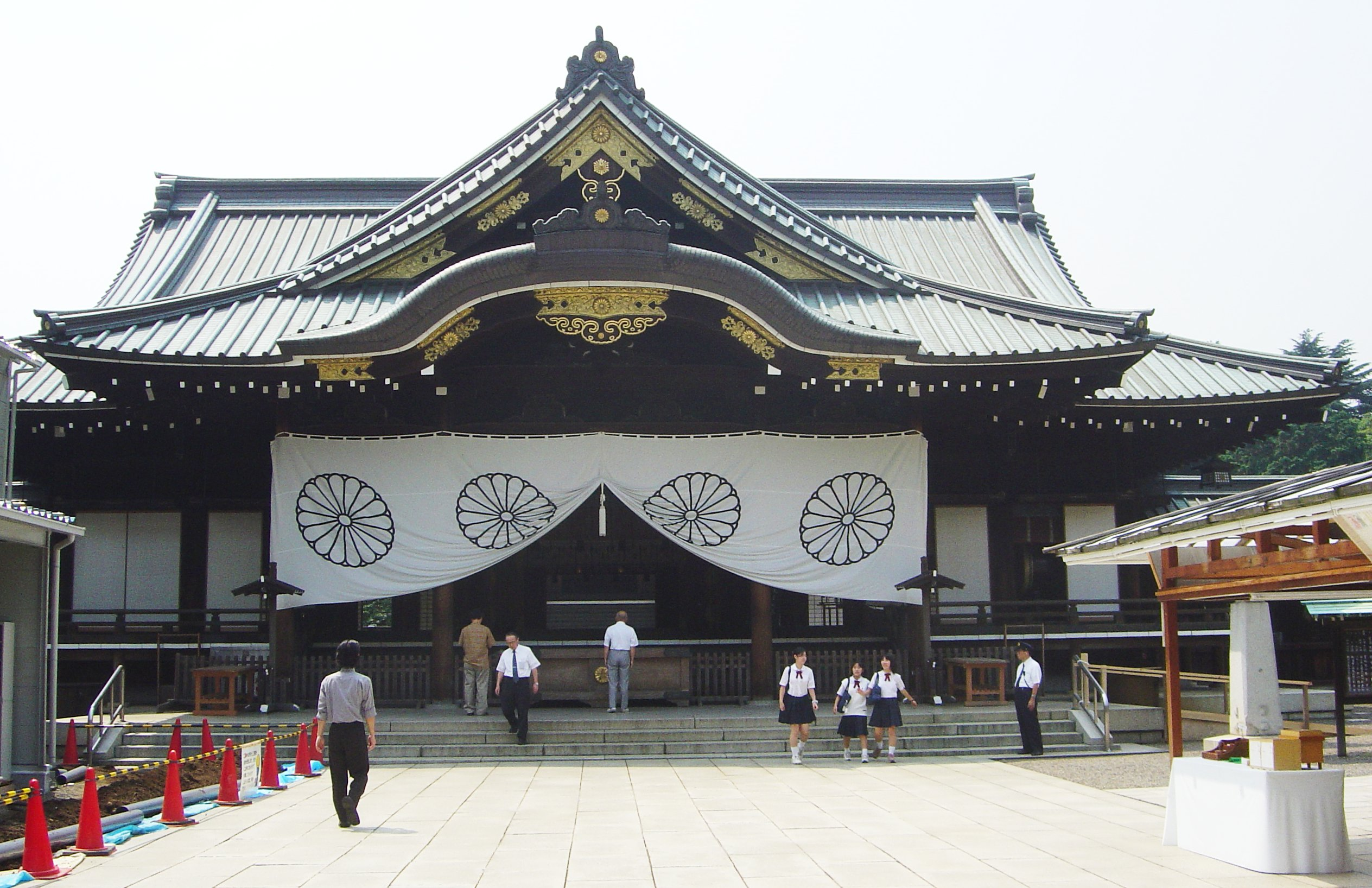
Die Gebetshalle (haiden) des Yasukuni-Schreins, an der Vorderseite hängt das Nationale und Kaiserliche Siegel Japans

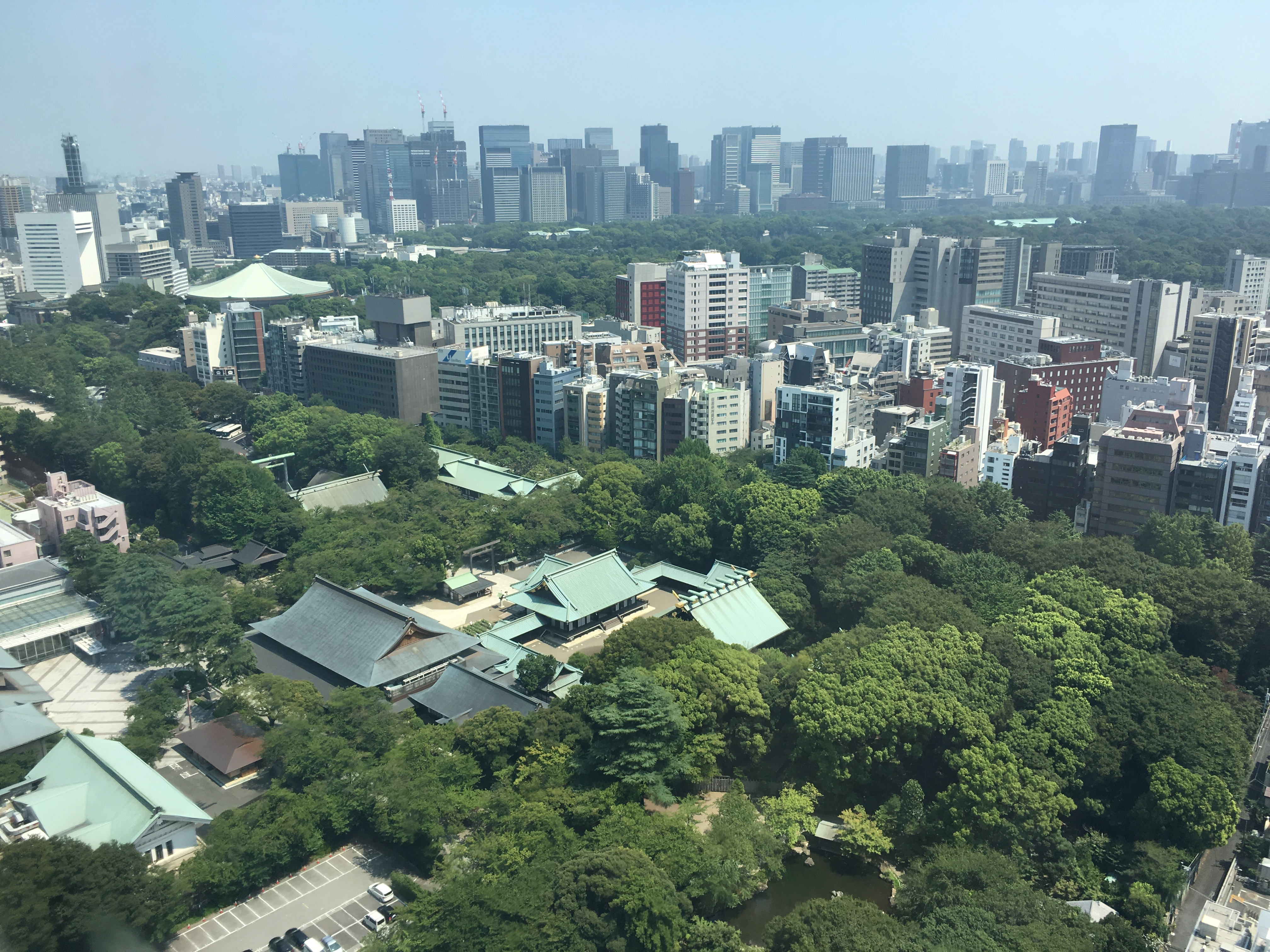
Im Zentrum Tokios gelegene Gesamtanlage des Yasukuni-Schreins, fotografiert vom 27-geschossigen Wolkenkratzer Boissonade Tower auf dem Ichigaya-Campus der Hōsei-Universität

Der Yasukuni-Schrein (japanisch 靖國神社, Shinjitai: 靖国神社, Yasukuni-jinja; „Schrein des friedlichen Landes“) ist ein Shintō-Schrein im Stadtbezirk Chiyoda, Tokio in Japan. Hier wird der gefallenen Militärangehörigen gedacht, die während und seit der Meiji-Restauration von 1868 auf der Seite der kaiserlichen Armeen ihr Leben ließen, einschließlich der in den Tokioter Prozessen verurteilten 14 Kriegsverbrecher. Er ist hoch umstritten, da neben Millionen Kriegstoten gleichzeitig die verurteilten Kriegsverbrecher Japans offiziell im Schrein geehrt werden. Auch der Gefallenen aller Nationen, einschließlich der Kriegsgegner, wird in den Hallen des Schreins gedacht.
Er gehört zu den Chokusaisha, weswegen zweimal im Jahr besondere Abgesandte des Tennō zu den zwei wichtigsten Festen dorthin gesandt werden.

## Geschichte

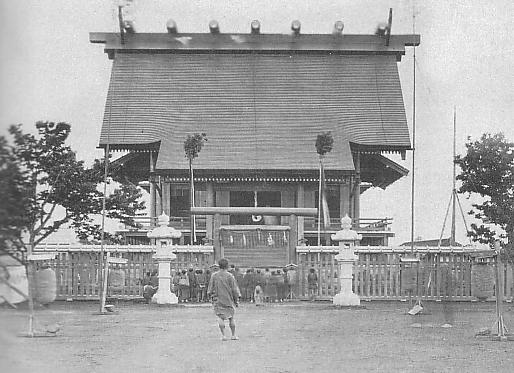
Tōkyō Shōkonsha um 1873

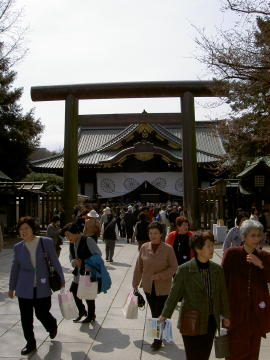
Der Yasukuni-Schrein am Jahrestag des Kriegsendes in Ostasien, dem 15. August (2003)

Der Yasukuni-Schrein war 1869 unter dem Namen Tōkyō Shōkonsha (Tokioter Schrein zum Herbeirufen der Totengeister, shōkonsha wurden allgemein Schreine zur Verehrung von Kriegstoten genannt) im Stadtbezirk Chiyoda (unmittelbar nördlich des Kaiserpalastes) der neuen Hauptstadt Tokio gegründet worden, wo er noch heute steht. Im Schrein sollte aller Kriegsgefallenen als kami und „Heldenseelen“ (英霊, eirei) gedacht werden, die auf der kaiserlichen Seite in den Restaurations-Wirren (wie dem Boshin-Krieg) gekämpft hatten. Dies wurde später auch auf die Toten aus anderen Konflikten erweitert, wie der japanischen Strafexpedition nach Taiwan (Mai–Dezember 1874). 1879 bestimmte ihn der Tennō zum Bekkaku kanpeisha (Reichsschrein der Sonderklasse) und gab ihm den Namen Yasukuni, basierend auf der Textstelle waga motte kuni o yasunzuru nari (jap. für chinesisch 吾以靖國也, Pinyin wú yǐ jìng guó yě) aus dem chinesischen Geschichtswerk Zuozhuan mit der Bedeutung „ich tat es, um das Land zu befrieden“.
Gleichzeitig wurde er – ungewöhnlich für das damalige Schrein-System – direkt der gemeinsamen Verwaltung durch das Innen-, Heeres- und Marineministerium unterstellt. Ab dem Russisch-Japanischen Krieg 1904 wurde im Fall einer Kriegserklärung diese rituell den Toten am Yasukuni-Schrein verlesen. Ebenso wurde der Friedensschluss rituell den Geistern in einer offiziellen Staatsfeierlichkeit vorgetragen. Der Schrein diente als Kulisse militärischer Massenveranstaltungen, wie dem siegreichen Einmarsch nach dem Krieg gegen Russland oder dem 1907 eingeführten Tag des Heeres am 30. April 1934 führte der General Araki Sadao die traditionellen japanischen Schwerter für Offiziere wieder ein, welche im Zuge der Meiji-Restauration 1879 verboten wurden. Hierzu ließ er auf Kosten der Armee eine Schwertschmiede am Yasukuni-Schrein einrichten, welche bis Kriegsende 1945 rund 8.000 Schwerter produzierte.
Aufgrund der in der Nachkriegsverfassung verfügten Trennung von Staat und Religion im Rahmen der Abschaffung des Staats-Shintō musste der Schrein entweder säkularisiert oder aus staatlicher Trägerschaft entlassen werden. Er entschied sich für Letzteres und hat heute einen Status als unabhängige religiöse Körperschaft (独立宗教法人, dokuritsu shūkyō hōjin). Die in populärer Literatur oft und auch bis 2010 auf der Website des Schreins wiederholte Anekdote, der Jesuit Bruno Bitter habe durch seine Fürsprache bei General MacArthur den Schrein nach dem Krieg vor dem Abriss bewahrt, ist heute widerlegt. Der immer wieder von konservativen Kreisen erhobenen Forderung, den Yasukuni-Schrein zur nationalen Gedenkstätte zu erheben, steht bislang noch die japanische Verfassung entgegen. Trotzdem wird er jedes Jahr von etwa sechs Millionen Japanern besucht, vornehmlich von Hinterbliebenen, den einflussreichen Veteranenverbänden, aber auch von nationalistischen Vereinigungen.
Am 23. November 2015 explodierte ein Sprengsatz im Bereich der öffentlichen Toiletten innerhalb des Schreins, wobei niemand verletzt wurde. Ein Südkoreaner wurde im Zusammenhang mit der Tat verhaftet.

## Eingeschreintekami
Es sind keine Toten im Schrein selbst beerdigt. Friedhöfe gelten im Shintō gemeinhin als unreine und daher zu meidende Orte. Besondere Bedeutung kommt dabei dem Mitama-Matsuri am 13. Juli zu ihren Ehren zu, an dem 5.000 Laternen angezündet und religiöse Tänze aufgeführt werden. Ein weiteres Fest ist das Shūki-kōrei-sai vom 18. bis 21. Oktober zur Tröstung der Seelen der Gefallenen.
Der für den Kaiser Gefallenen wird als kami im Honden (Haupthalle) des Yasukuni-Schrein gedacht. Diese sind namentlich in einem Seelenregister aufgeführt, das folgende Anzahlen liefert:
| Kampfgeschehen                               | Jahr      | eingeschreinte kami |
| -------------------------------------------- | --------- | ------------------- |
| Boshin-Krieg / Restaurationswirren           | 1868–1869 | 7.751               |
| Japanische Strafexpedition nach Taiwan       | 1874      | 1.130               |
| Satsuma-Rebellion                            | 1877      | 6.971               |
| Erster Japanisch-Chinesischer Krieg          | 1894–1895 | 13.619              |
| Boxeraufstand                                | 1901      | 1.256               |
| Russisch-Japanischer Krieg                   | 1904–1905 | 88.429              |
| Erster Weltkrieg und Sibirische Intervention | 1914–1922 | 4.850               |
| Jinan-Zwischenfall                           | 1928      | 185                 |
| Besetzung der Mandschurei                    | 1931      | 17.176              |
| Zweiter Japanisch-Chinesischer Krieg         | 1937–1945 | 191.250             |
| Zweiter Weltkrieg                            | 1941–1945 | 2.133.915           |
| Gesamt:                                      |           | 2.466.532           |

Der in Opposition zum Kaiser Gefallenen bzw. Kriegstoten allgemein unabhängig von deren Nationalität wird wiederum kollektiv im Chinreisha als kami gedacht.

## Gelände
Der Haupteingang zum Vorgelände des Schreins wird durch das stählerne 1. Torii (第一鳥居, dai-ichi torii), auch Großes Torii (大鳥居, ōtorii) genannt, markiert. Im Laufe der Zeit durch die Witterung beschädigt, musste das ursprüngliche Torii von 1943 entfernt werden. Das heutige wurde 1974 errichtet und ist mit seinen 25 m das höchste Japans.

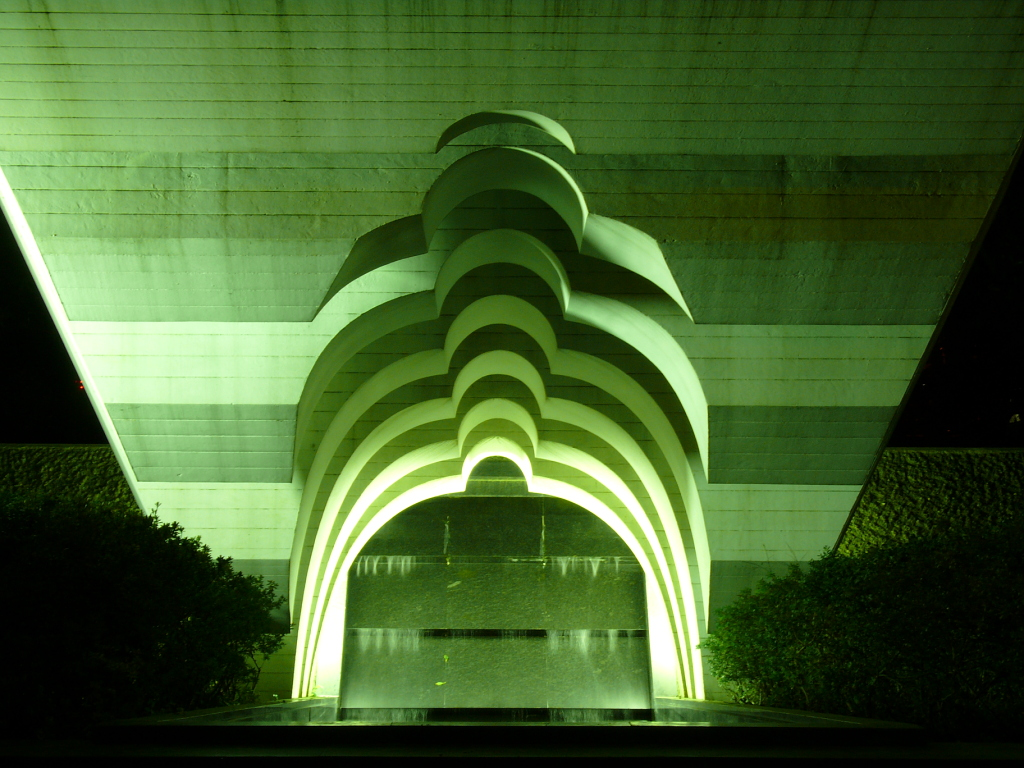
Irei no Izumi

Danach folgt der Irei no Izumi (慰霊の泉) – der „Brunnen zur Beruhigung der Seelen“ – und eine Bronzestatue von Ōmura Masujirō (大村益次郎銅像, Ōmura Masujirō dōzō), der als Begründer der modernen Kaiserlich Japanischen Armee angesehen wird und sich sehr für den Yasukuni-Schrein einsetzte. Zur Zeit ihrer Errichtung 1893 war sie Japans erste Statue westlichen Stils. Links von der Statue befindet sich das 1932 errichtete Ishi Torii (石鳥居, dt. „Stein-Torii“).
Danach folgt das 2. Torii (第二鳥居, dai-ni torii). Dieses wurde 1887 errichtet und ist das größte Bronze-Torii Japans.
Links davon ist das Ōtemizusha (大手水舎), ein überdachter Brunnen, in dem man sich vor Betreten des eigentlichen Schreingeländes durch Hände- und Mundwaschen rituell reinigt. Das Gebäude wurde dem Schrein 1940 von in den USA lebenden Japanern gespendet und wiegt durch die Verwendung von Granit 18 Tonnen.
Das Hauptgelände des Schreins wird durch das Shimmon (神門, dt. „Kami-Tor“, „Göttertor“) betreten. Dieses wurde 1934 fertiggestellt und besteht aus Zypressenholz, dessen beide Türen durch zwei 1,5 m im Durchmesser betragende Chrysanthemen-Wappen verziert sind. 1994 wurden am Tor Restaurierungsarbeiten getätigt. Weiter geradeaus befindet sich das Chūmon Torii (中門鳥居, dt. „Mitteltor-Torii“) als 3. Torii des Schreins. Dieses wurde 2006 mit Zypressenholz aus Saitama neu errichtet.

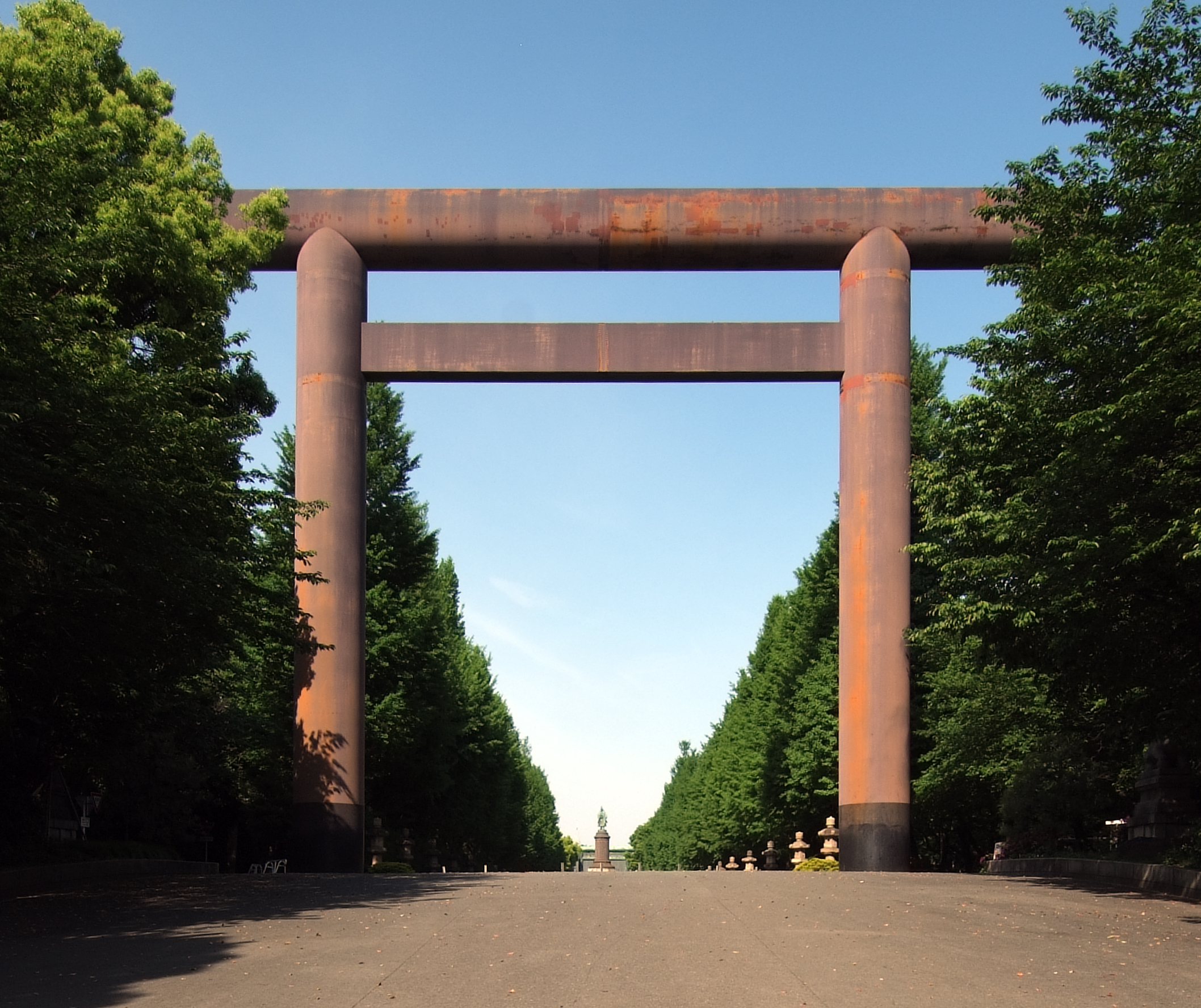
1. Torii
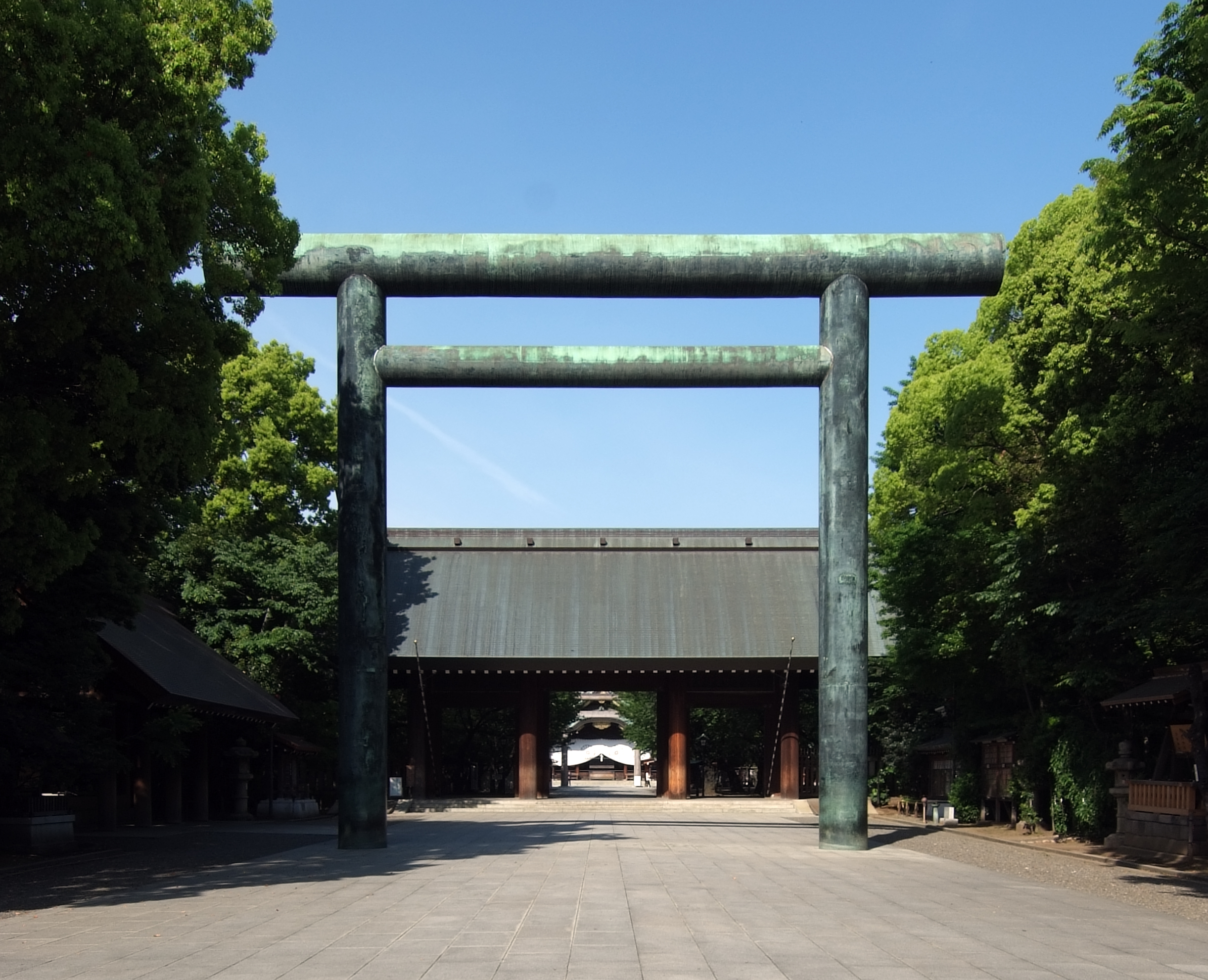
2. Torii
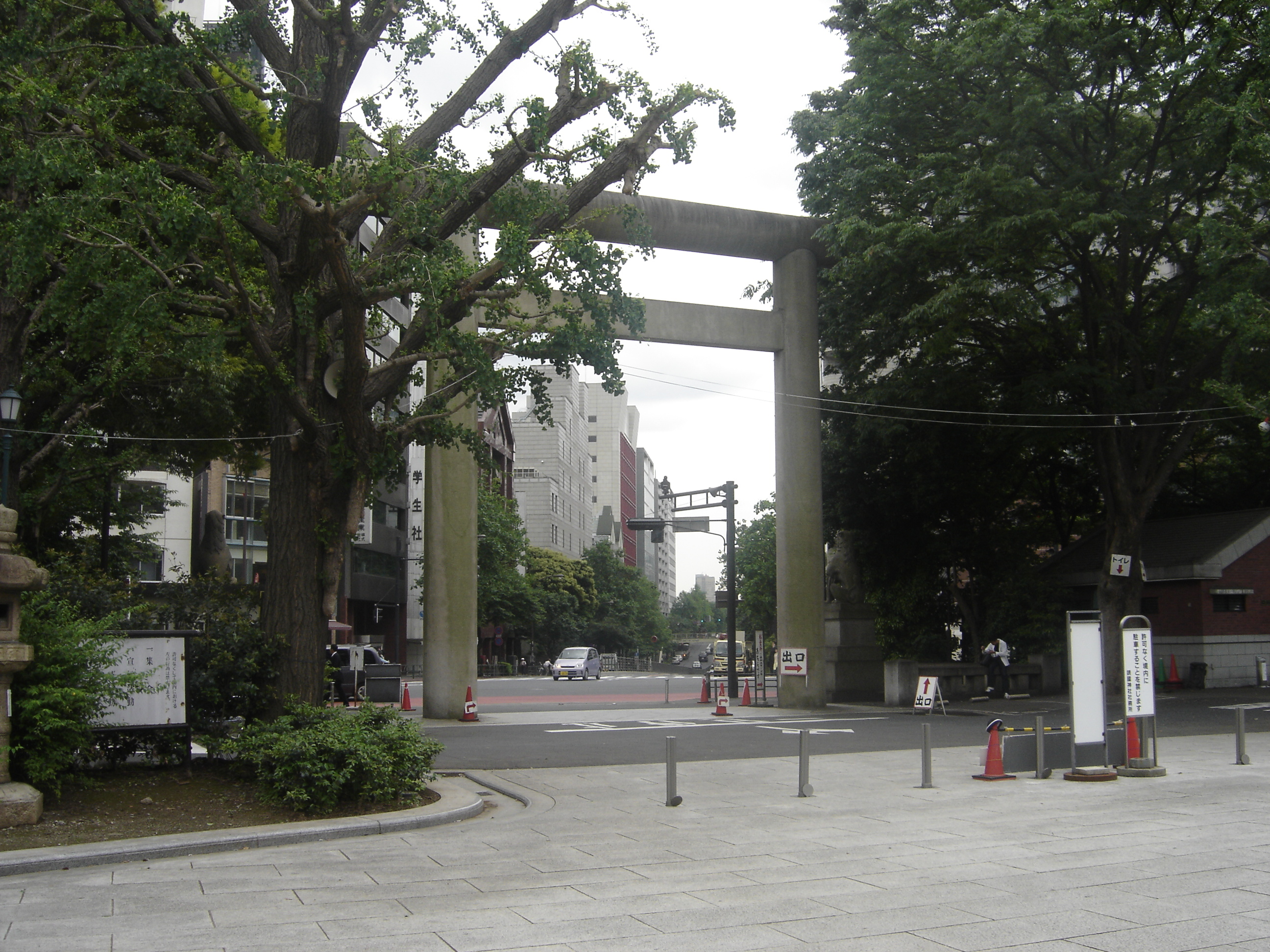
Ishi Torii
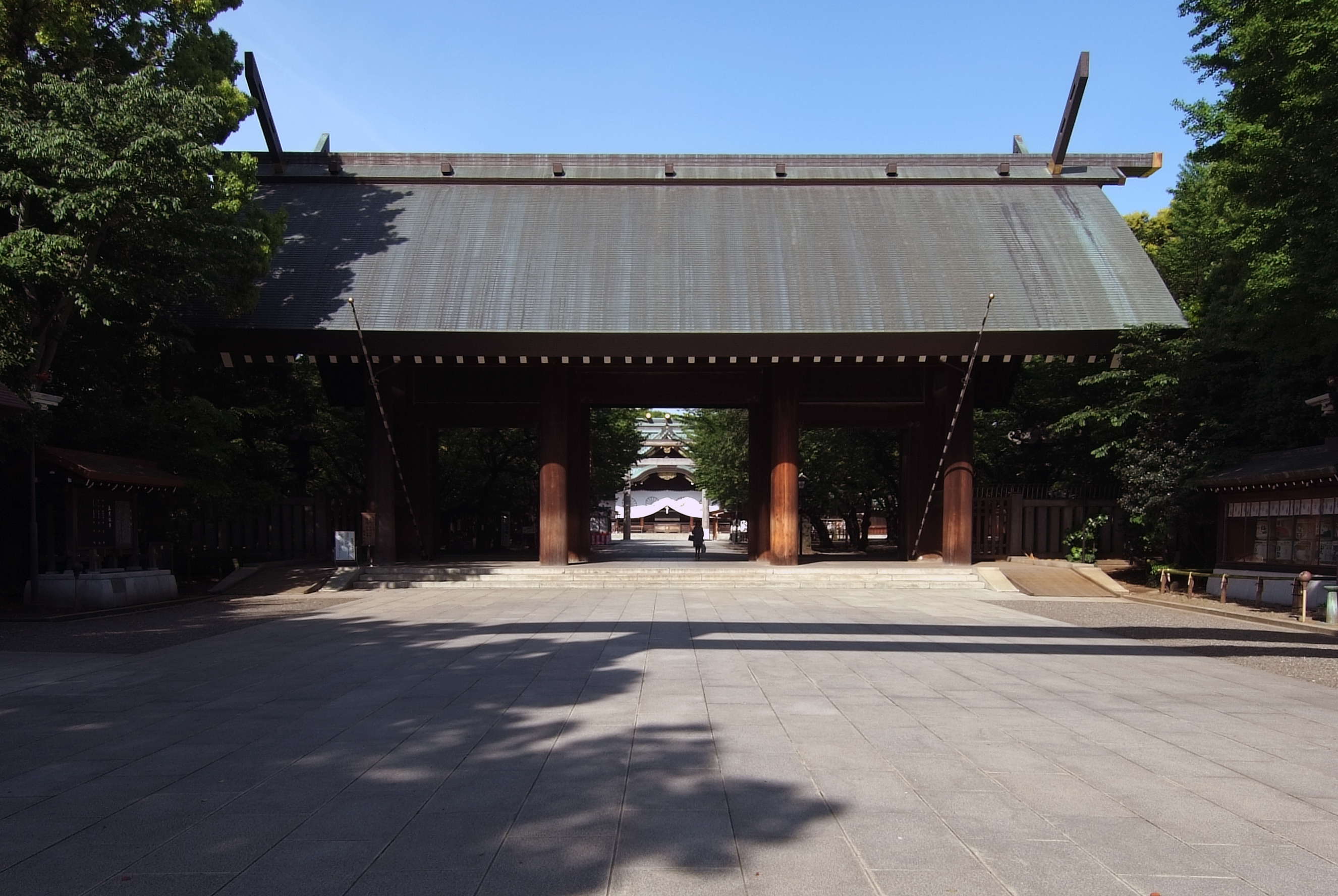
Shimmon
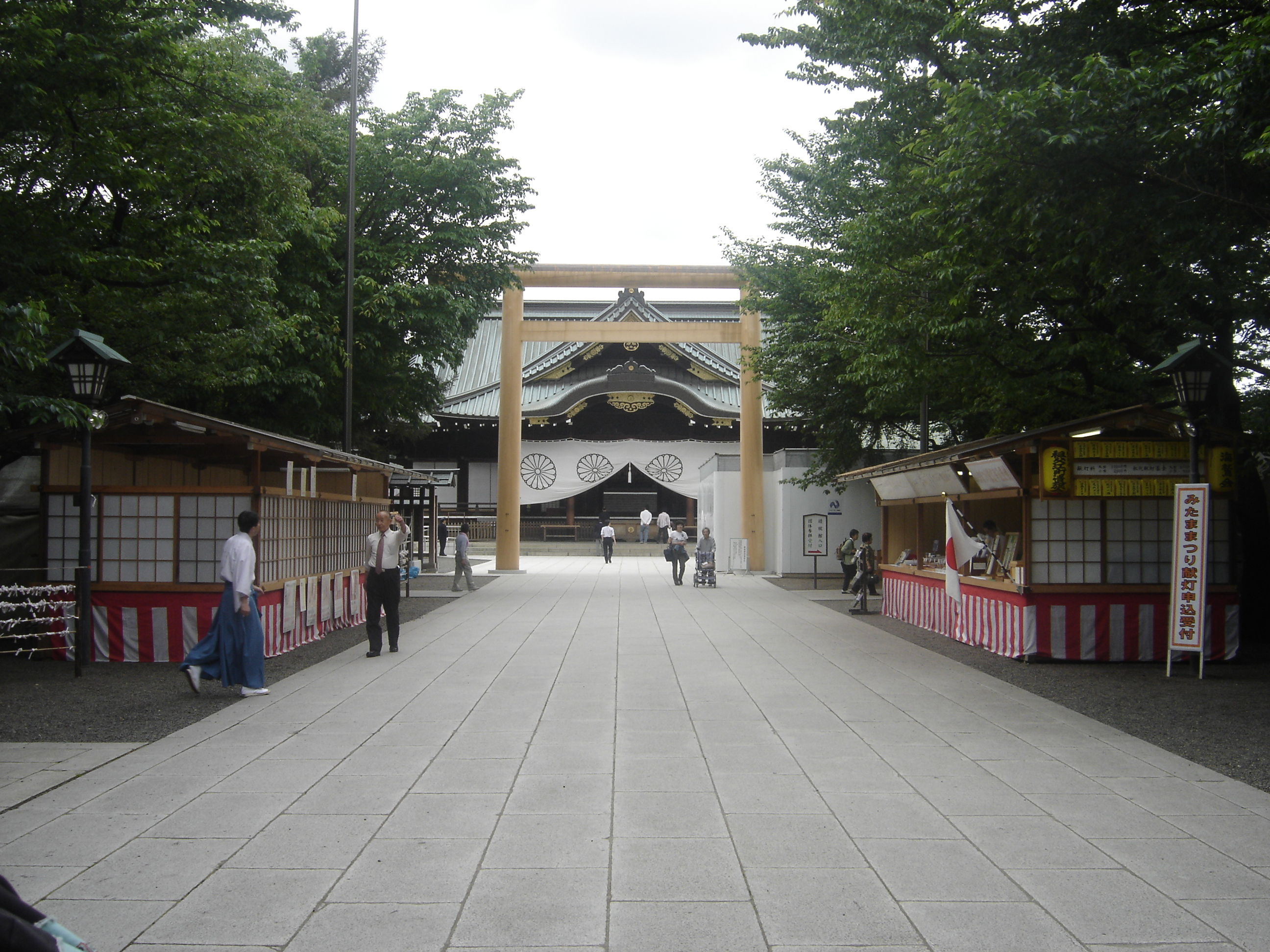
Chūmon Torii mit der Haiden im Hintergrund

Durch dieses erreicht man die Haiden (拝殿) – die „Gebetshalle“ – in der die Schreinbesucher ihren Respekt erweisen und Geld spenden können. Die Haiden wurde 1901 errichtet und das Dach 1989 renoviert. Das Hauptgebäude des gesamten Schreinkomplexes ist die dahinterliegende Honden (本殿, dt. „Haupthalle“), in der die verehrten kami eingeschreint sind. Das Gebäude wurde 1872 errichtet. 1986 wurde mit der Renovierung begonnen, die 1989 abgeschlossen wurde. Hinter dem Honden befindet sich die Reijibo Hōanden (霊璽簿奉安殿) in der sich die Register mit den Namen aller im Schrein Verehrten befinden. Das Gebäude wurde 1972 errichtet.
Vor dem Chūmon befindet sich ein Weg zur linken, der zum Südtor (南門, minami-mon) führt. Davor führt ein Pfad dem Haiden und Honden entlang, an dessen Ende abgelegen der Motomiya (元宮) und der Chinreisha (鎮霊社, dt. „Schrein zur Befriedung der Seelen“) erreicht werden. Der Motomiya wurde in den 1860ern ursprünglich im Geheimen von Kaisertreuen in Kyōto zur Verehrung der Gefallenen während der frühen Meiji-Restauration errichtet und war somit der geistige Vorläufer des Yasukuni-Schreins. 1931 wurde er schließlich nach Tokio auf das Gelände des Yasukuni-Schreins verlegt und bekam seinen heutigen Namen Motomiya – „Ursprungsschrein“. Der Chinreisha wurde 1965 errichtet. In ihm befinden sich zwei za (座, „(Kami-)Sitze“): einer für diejenigen Japaner die im Boshin-Krieg bzw. den Restaurationswirren gegen die kaiserlichen Truppen kämpften und der andere für die Gefallenen aller anderen Nationen, ebenfalls einschließlich der Kriegsgegner. Der Schrein ist aufgrund seiner versteckten Lage vergleichsweise unbekannt und zudem seit 1975 nicht mehr für die Allgemeinheit zugänglich. Allerdings werden den darin Eingeschreinten zweimal am Tag Opfergaben gebracht.

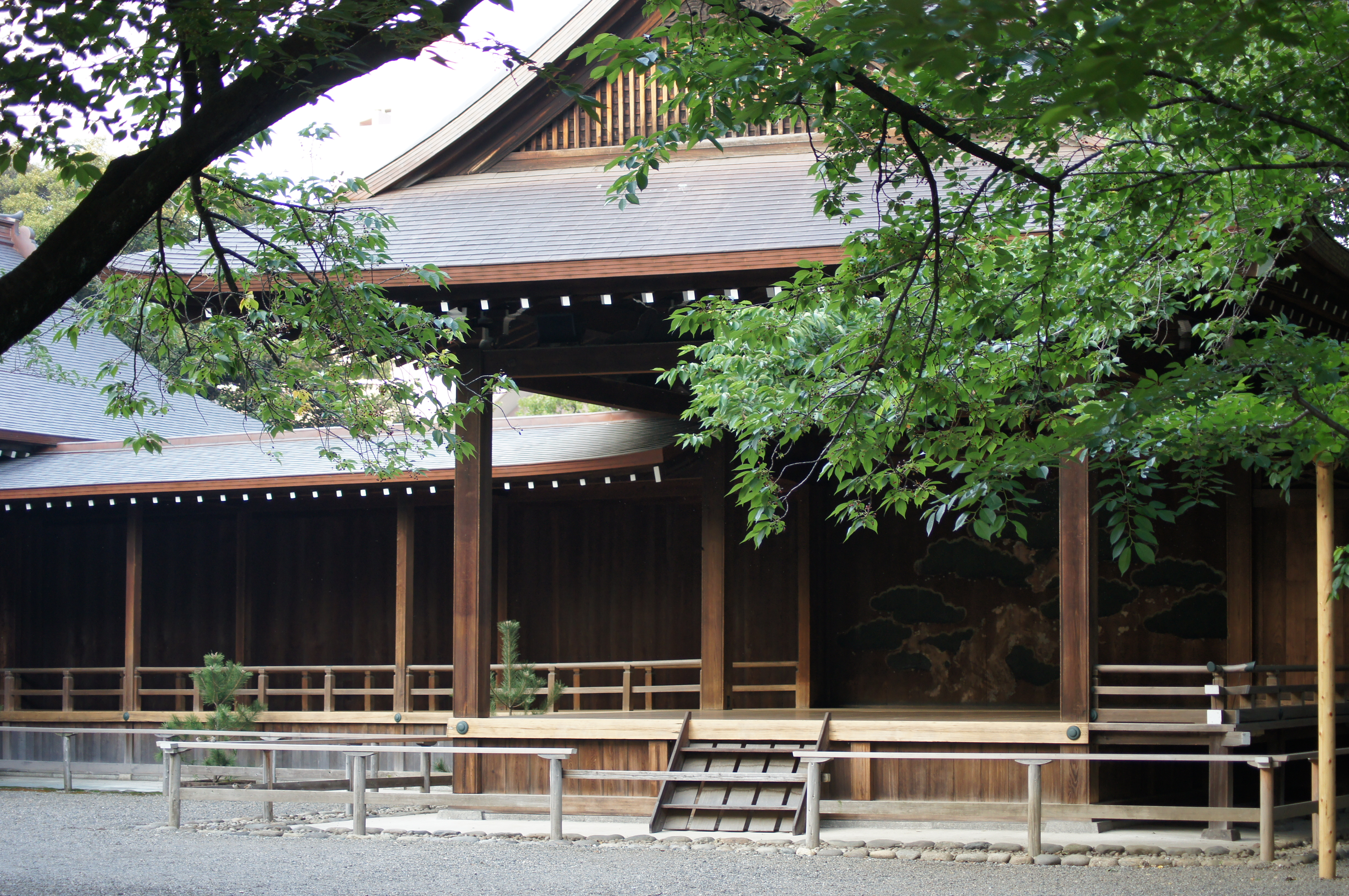
Nō-Theater-Bühne

Links vom Shimmon befinden sich der Saikan (斎館) zur rituellen Reinigung der Priester und das Schreinamt (社務所, shamusho). Direkt rechts vom Shimmon befindet sich ein Taubenverschlag für weiße Tauben (白鳩鳩舎, shirohato kyūsha), der die 300 weißen Tauben des Schreins beherbergt, und eine Nō-Theater-Bühne (能楽堂, nōgakudō). Die Bühne wurde 1881 im Shiba-Park errichtet und 1903 in den Schrein umverlegt. Die Bühne liegt auch links am Anfang eines vom Nordtor (北門, kita-mon) ausgehenden Wegs, während sich rechts das Museum Yūshūkan (遊就館) befindet.
Dem Weg weiter gefolgt befindet sich links am Vorplatz des Haiden die 2004 errichtete Sanshūden (参集殿, dt. „Versammlungshalle“) und dann rechts am Honden angrenzend die Tōchakuden (到着殿, dt. „Empfangshalle“). Rechts vom Weg befindet sich ein großer Platz. An der Wegseite befindet sich eine Statuenzeile mit 3 Tierstatuen: die 1982 errichtete „Statue zur Befriedung der Seelen der auf dem Schlachtfeld gefallenen Pferde“ (戦歿馬慰霊像, sembotsuma ireizō), der 1982 errichtete „Turm der Taubenseelen“ (鳩魂塔, kyūkontō) namens Hato to Chikyūgi (鳩と地球儀, dt. „Taube und Globus“) zur Verehrung der im Krieg eingesetzten Brieftauben und die März 1992 errichtete „Statue zur Beruhigung der Seelen der Armeehunde“ (軍犬慰霊像, gunken ireizō) eines Deutschen Schäferhundes. Auf der gegenüberliegenden Seite des Platzes befinden sich eine 1974 errichtete „Statue der Mütter“ (母の像, haha no zō), die eine Kriegswitwe mit drei Kindern zeigt, eine 1999 errichtete „Statue der tapferen Tokkō-Krieger [d. h. Kamikaze-Piloten]“ (特攻勇士の像, tokkō yūshi no zō) und ein 2005 errichtetes Monument zu Ehren von Radhabinod Pal (パール博士顕彰碑, Pāru-hakase kenshōbi, dt. „Dr.-Pal-Würdigungsgedenkstein“), der als indischer Vertreter bei den Tokioter Prozessen bei allen Angeklagten für Freispruch plädierte, da er die Prozesse als Siegerjustiz ansah.
Das Yasukuni Kaikō Bunko (靖国偕行文庫) ist das Archiv des Yasukuni-Schreins. Es wurde am 7. Oktober 1999 eröffnet und enthält 100.000 Bände mit Material zu den Todesumständen der im Schrein Verehrten. Das Archiv ist für die Allgemeinheit offen.
Am Shōkon Saitei (招魂斎庭), einem Platz zur Anrufung der Seelen der Verstorbenen vorbei am Ende des Weges, befindet sich der Shinchi Teien (神池庭園) – der Ziergarten des heiligen Teichs –, der in der frühen Meiji-Zeit angelegt und 1999 restauriert wurde, und an diesem die drei Teehäuser Senshintei (洗心亭, dt. „Pavillon des gereinigten Herzens“), Seisentei (靖泉亭, dt. „Pavillon der friedlichen Quelle“) und Kōuntei (行雲亭, dt. „Pavillon der treibenden Wolken“). Am äußersten rechten Ende des Schreins befindet sich ein Sumō-Ring (相撲場, Sumō-ba) mit kostenlosem Eintritt. Dieser wurde 1869 anlässlich eines Sumō-Wettkampfs während des Einweihungsfestes des Yasukuni-Schreins errichtet. Jedes Jahr zum Frühlingsturnier finden hier Wettkämpfe mit Yokozuna statt.

### Museum Yūshūkan

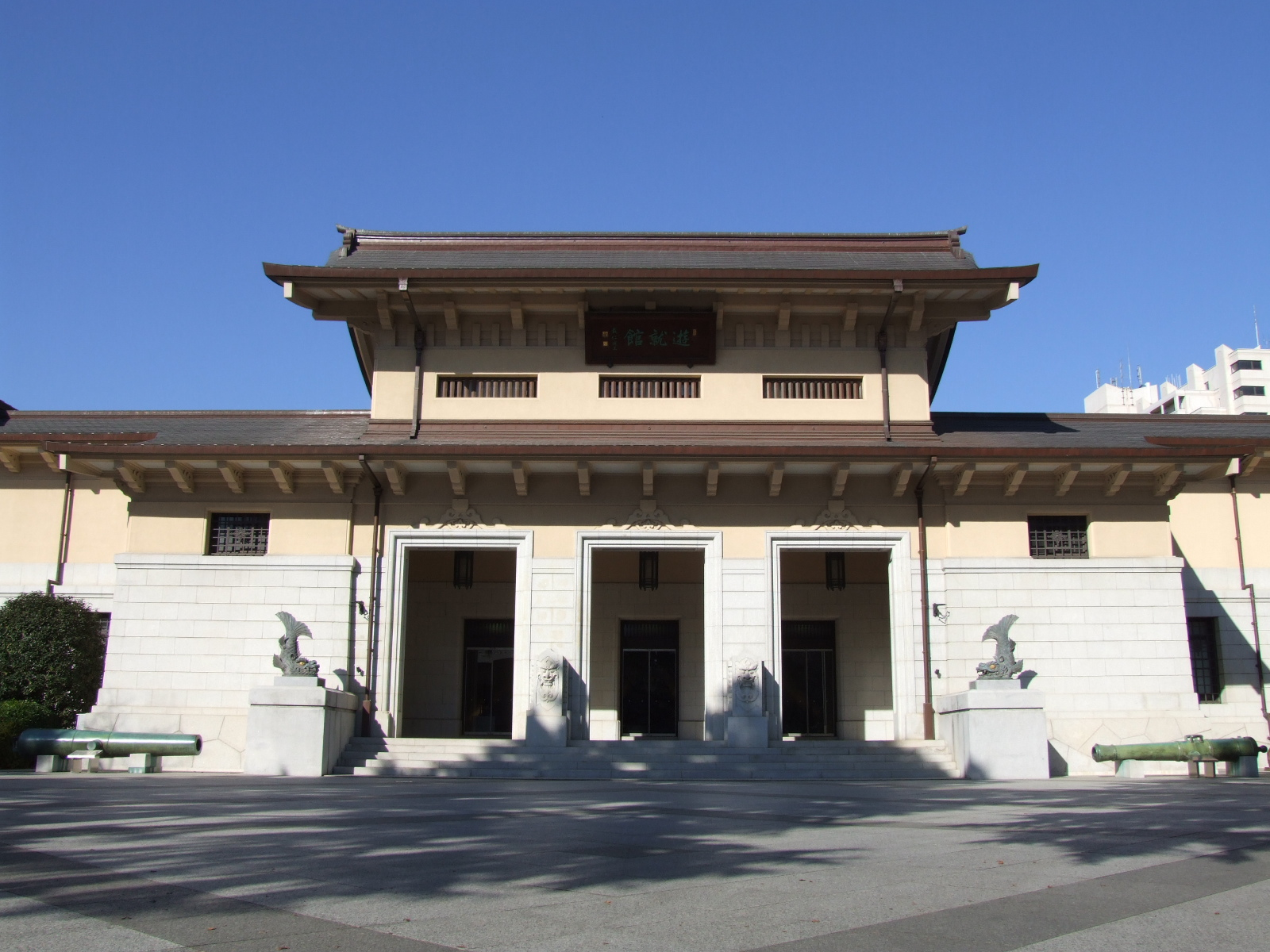
Yūshūkan

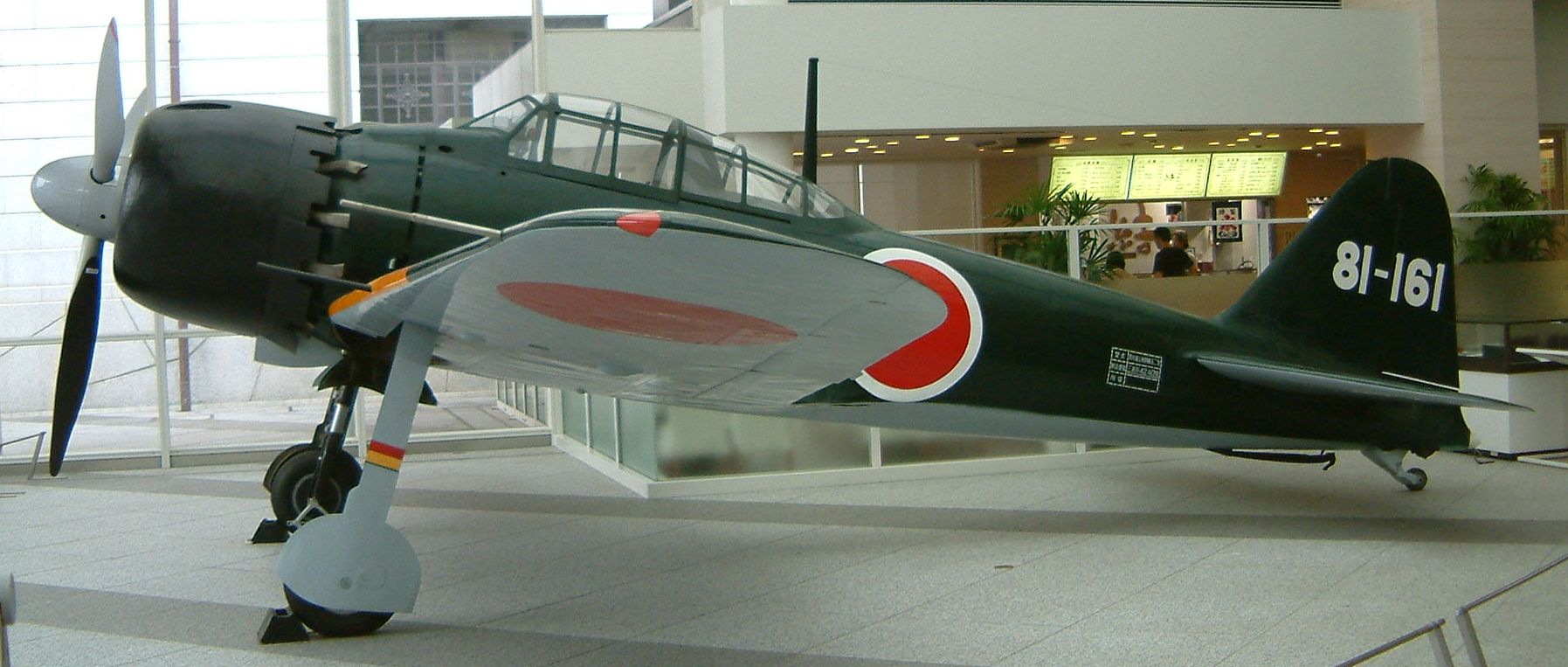
Im Museum des Schreins ausgestellte Mitsubishi Zero, Modell 52 (A6M5)

Das Museum Yūshūkan wurde 1882 eröffnet und 2002 erweitert. In diesem wird die japanische Geschichte verklärt und ein Ideal des Samurai als loyalem Diener nach der Philosophie des Bushidō gefeiert, das mit einem neutralen Geschichtsbild nichts zu tun hat. So wird Oda Nobunaga als kaisertreuer Reichseiniger dargestellt – Letzteres kann man ihm anrechnen, Ersteres war er weniger. Auch der Zweite Weltkrieg wird im Sinne der konservativen Revisionisten verklärt: der Große Ostasiatische Krieg wird nicht als Angriffskrieg bezeichnet, sondern als heiliger Krieg dargestellt, der das Ziel hatte, Asien vom westlichen Kolonialismus zu befreien (Großostasiatische Wohlstandssphäre). Auch das Massaker von Nanking wird im Museum verharmlost, was in der Formulierung gipfelt, dass „durch die Einnahme der Stadt der Frieden nach Nanking zurückkam.“, einer Aussage die einer zeitgenössischen Tageszeitung vom Dezember 1937 entnommen wurde. Das Leiden der japanischen Gefangenen (gerade in russischen Lagern) wird dargestellt, nicht aber das der koreanischen und chinesischen.
Im Museum werden auch Waffen zur Schau gestellt. Die Sammlung reicht von alten Katana und Rüstungen bis hin zu Ausrüstungsgegenständen und Waffen aus dem Zweiten Weltkrieg, wie einem Kampfflugzeug (Mitsubishi A6M), einer für Kamikaze-Angriffe vorgesehenen, bemannten Gleitbombe (Yokosuka MXY-7) und Artilleriegeschützen.
Im Museum wird das Selbstopfer für Kaiser und Vaterland als sakrales Opfer dargestellt. Der Tenor des Museums, wie überhaupt der gesamten Schreinanlage, kommt auf einer anlässlich des 40. Jahrestages des Angriffs auf Pearl Harbor enthüllten Bronzetafel zum Ausdruck: „Fast sechstausend Männer starben bei Selbstmordangriffen, deren tragischer Heldenmut kein Beispiel kennt und der die Herzen unserer Feinde vor Angst erstarren ließ. Die ganze Nation hat angesichts ihrer unerschütterlichen Treue und ihrer Selbstaufopferung Tränen der Dankbarkeit vergossen.“
Für Besucher, die das Japanische nicht beherrschen, bietet das Museum die Erklärungstexte auch in englischer Sprache. Diese Erklärungen beschönigen den Inhalt in keiner Weise, sondern sind teilweise noch provozierender verfasst als die japanischen Originaltexte.

## Politische Bedeutung

### Politische Debatte in Japan

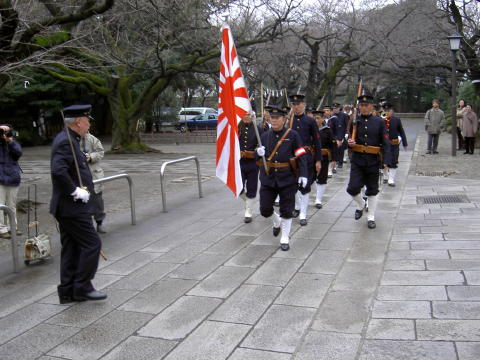
Japanische Kriegsveteranen mit Kyokujitsuki auf dem Gelände des Yasukuni-Schreins (11. Februar 2003)

Japaner aus rechtsgerichteten Kreisen weisen darauf hin, dass es sich hier nicht um ein Kriegerdenkmal im Sinne nationalistischer Propaganda handelt, wie Kritiker behaupten, sondern um einen Schrein, in dem die wütenden Seelen Verstorbener besänftigt werden sollen, damit sie keinen Unfrieden im Land stiften. Diese Meinung wird im Übrigen auch durch die internationale Forschung zur japanischen Kulturgeschichte gestützt. Ultrarechte dagegen weisen darauf hin, dass in den USA Heldenfriedhöfe für die Gefallenen der diversen Kriege und entsprechende Gedenkveranstaltungen Normalität sind und dass Japan ebenfalls ein Recht darauf habe. Sie fordern, dass der Schrein als offizielles Schreinamt von der Regierung übernommen werden solle. Entsprechende Vorlagen sind jedoch in den 1970er Jahren mehrmals im Parlament gescheitert.
Kritiker dagegen fordern von Japan angesichts der Verbrechen Japans im Zweiten Weltkrieg die Abkehr von jeder Form des Militarismus und einen kritischen Umgang mit der eigenen Geschichte. Besonders scharf wird kritisiert, dass auch die bei den Kriegsverbrecherprozessen von Tokio zum Tode verurteilten Offiziere sowie auch etwa Angehörige der berüchtigten Einheit 731, die im Krieg in der Mandschurei Experimente mit biologischen Waffen an Kriegsgefangenen und chinesischen Zivilisten durchführte, verehrt werden.

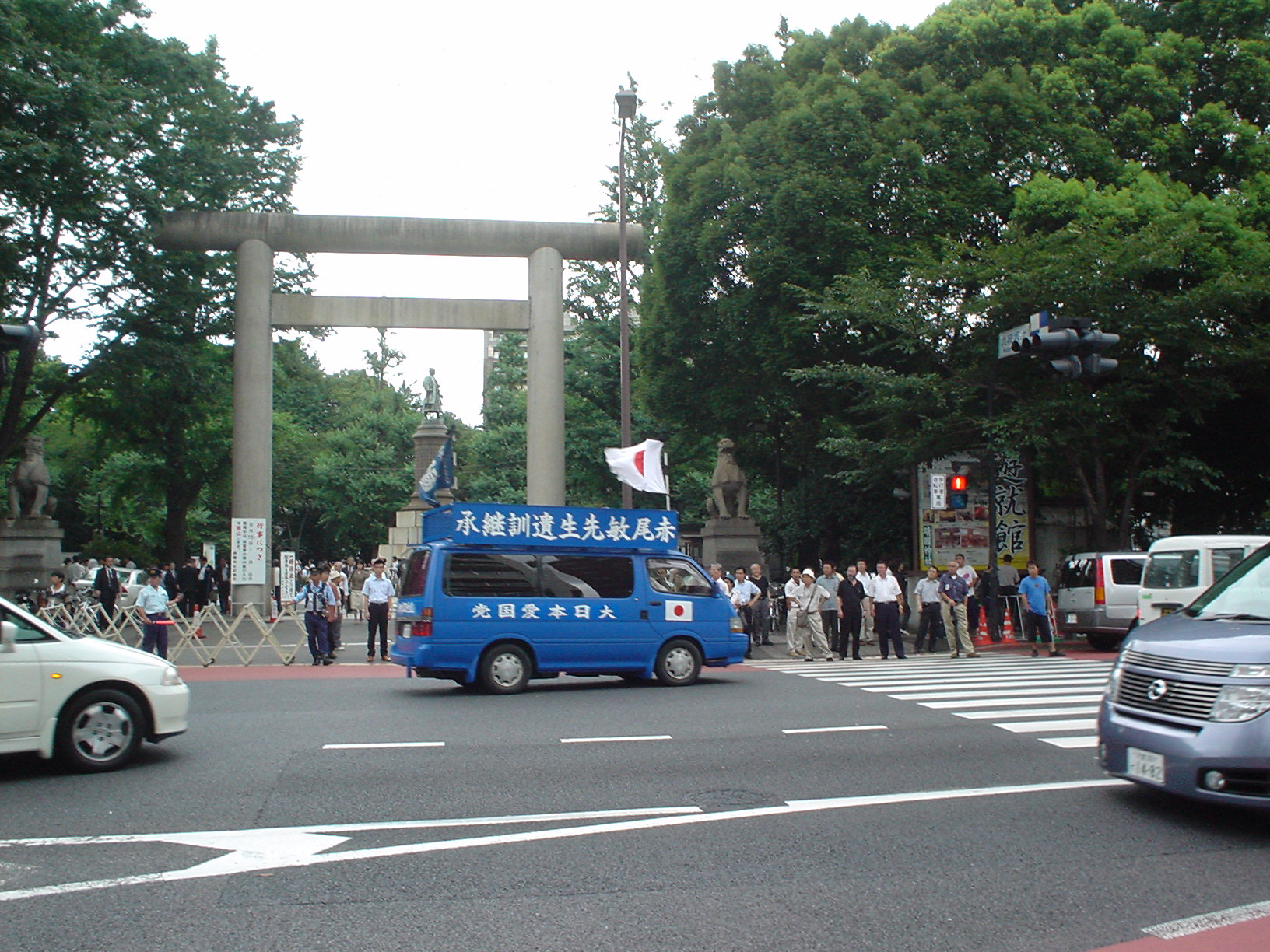
Lautsprecherwagen (Gaisensha) der Uyoku vor dem Schrein am 15. August

Die internationale Kritik, besonders aus Nord- und Südkorea sowie aus der Republik und der Volksrepublik China, richtet sich vor allem auf die offiziellen Besuche hochrangiger japanischer Politiker. Vor allem werden Besuche am 15. August, dem Tag der Kapitulation, kritisiert, da hierin eine klare Beschönigung des Krieges gesehen wird. Der erste Premierminister, der einen offiziellen Besuch am 15. August durchführte, war Nakasone Yasuhiro in den 1980er Jahren. Zuvor hatten zwar fast alle Premierminister den Schrein besucht, aber ihre Besuche als inoffiziell deklariert oder den Besuch auf einen anderen Termin als den 15. August gelegt. Der erste Besuch eines Premierministers am 15. August war der von Premier Miki Takeo im Jahr 1975.
In Japan versucht man die Situation durch die feinsinnige Unterscheidung zwischen privaten Besuchen (die Väter einiger hochrangiger Politiker werden als Kriegsgefallene im Schrein verehrt) und Besuchen in offizieller Funktion zu entschärfen. Die Außenwirkung bleibt jedoch die gleiche, und so kommt es in den beiden Chinas und in Südkorea immer wieder zu Demonstrationen, auch werden die diplomatischen Beziehungen dadurch belastet. Der damalige Premierminister Jun’ichirō Koizumi (LDP) besuchte seit seinem Amtsantritt im Jahr 2000 bis 2006 jedes Jahr den Schrein. 2000 bis 2005 hatte er stets an anderen Terminen, nie jedoch am 15. August den Schrein besucht. Im Jahr 2004 hatte er noch einen Eintrag im Gästebuch als „Premierminister Koizumi Junichiro“ hinterlassen, was auch innerhalb Japans stark kritisiert wurde. Im Jahr 2005 trug er sich nicht ins Gästebuch ein und betrat auch nicht das Innere des Schreins, um den privaten Charakter des Besuches zu verdeutlichen. Dennoch kam es zu Protestreaktionen aus Korea und China, das einen Besuch des japanischen Außenministers absagte (denn auch eine Reihe anderer hochrangiger LDP-Politiker besuchte den Schrein am 15. August 2005), aber auch zu erneuten Wellen der Kritik in Japan. Daher entschloss sich Koizumi, seinen letzten Besuch als Premierminister auf den 15. August zu legen. „Wenn ich ohnehin immer kritisiert werde, gleichgültig wann ich den Schrein besuche und wie, dann kann ich auch am 15. August gehen, und es ergibt keinen Sinn, einen Besuch an diesem Tag zu vermeiden“, erklärte der Premierminister in einer Pressekonferenz nach seinem Besuch am 15. August 2006.
Die öffentliche Meinung in Japan über die Besuche ist gespalten. Eine knappe Mehrheit der Japaner lehnt die Besuche in Umfragen meist ab, jedoch sprechen sich rund 60 % der LDP-Anhänger dafür aus.
Lange Zeit war es Tradition, dass der Tennō während des jährlichen Festes vom 21. bis 25. April den Schrein besuchte, um dort die Gefallenen zu verehren. Nachdem der neue Oberpriester Nagayoshi Matsudaira 1978 Kriegsverbrecher der Klasse A (Verbrechen gegen den Weltfrieden) in die Liste der kami aufnehmen ließ, beendete Tennō Hirohito aus Unverständnis darüber seine Besuche, ebenso sein Nachfolger Akihito. Bereits 1959 wurden 1.068 als Kriegsverbrecher der „Klasse B und C“ Hingerichtete in die Liste der „kami“ aufgenommen.
Diese 14 Kriegsverbrecher der „Klasse A“ sind Tōjō Hideki, Doihara Kenji, Hirota Kōki, Itagaki Seishirō, Kimura Heitarō, Matsui Iwane, Mutō Akira (jeweils Todesurteil), Hiranuma Kiichirō, Koiso Kuniaki, Shiratori Toshio, Umezu Yoshijirō (jeweils lebenslange Haft), Tōgō Shigenori (20 Jahre Haft), sowie Matsuoka Yōsuke und Nagano Osami, die vor Beendung des Verfahrens verstarben.
Im Schrein selbst werden in Broschüren und heute auch auf seiner Website die Tokioter Prozesse, die 1946 von den Alliierten ähnlich den Nürnberger Prozessen organisiert worden waren, als Schauprozesse, Ergebnis von Siegerjustiz bezeichnet. Japan hat die Urteile der Tokioter Prozesse im Friedensvertrag von San Francisco von 1951 bestätigt, die Urteile sind somit Teil internationaler Verträge. Dennoch stellten hohe Politiker wie Koizumi oder Abe (Premierminister bis 2020) die Legitimität der Prozesse in Frage.
Am Jahrestag der japanischen Kapitulation besuchte 2010 erstmals kein Minister den umstrittenen Yasukuni-Schrein in Tokio. Am 26. Dezember 2013 besuchte mit Shinzō Abe nach sieben Jahren erstmals wieder ein japanischer Premierminister den Schrein, einschließlich des Chinreisha, was Proteste in China und Südkorea auslöste.

### Proteste der ehemaligen Kolonien
Von nord- und besonders von südkoreanischer Seite gab es Proteste, da im Schrein nicht nur die freiwilligen, sondern auch die zahlenmäßig größere Gruppe der zwangsrekrutierten Koreastämmigen im Schrein verehrt werden und ihre Namen in den Listen trotz der Proteste Angehöriger nicht gelöscht werden.
Auch werden aus Taiwan, einer ebenfalls ehemaligen japanischen Kolonie (1895–1945), stammende (Zwangs-)Rekrutierte im Schrein verehrt. In Taiwan gibt es allerdings geringeres Aufbegehren, da einerseits hier das Urteil über die Periode der japanischen Kolonialherrschaft milder ausgefallen ist und man andererseits Japan aus politischen Gründen nicht brüskieren will. Proteste werden vor allem seitens der Urbevölkerung Taiwans laut. So reiste die taiwanische Parlamentarierin und ehemalige Schauspielerin Gaojin Sumei im Juni 2005 nach Japan. Dabei ist sie mit einer Delegation von Ureinwohnern, die neun Stämme repräsentierten, nach Tokio gereist und wollte einerseits für eine Verlegung der im Schrein verehrten Angehörigen bitten und andererseits beim Yasukuni-Schrein friedlich gegen die Kriegsgräuel der Japaner gegen die taiwanischen Ureinwohner demonstrieren. Der Gruppe wurde jedoch der Zutritt zum Schrein verwehrt.

## Touristische Bedeutung
Unabhängig von der geschichtlichen und politischen Bedeutung ist der Park am Yasukuni-Schrein auch einer der beliebtesten Orte für das Hanami-Frühlingsfest, und vor allem für die Yozakura genannten abendlichen Hanamis. Die mehreren Dutzend Kirschbäume werden abends von unten angestrahlt, was die Blütenpracht fast wie weiße Wolken am schwarzen Nachthimmel erscheinen lässt. Viele Japaner verbinden den Hanami-Besuch im Yasukuni mit einem Spaziergang zu den nahegelegenen Wassergräben des Kaiserlichen Palastes. Der Graben wird ebenfalls von zahlreichen Kirschbäumen umsäumt, die auch angestrahlt werden.

## Kulturelle Bezüge

### Musik mit dem Yasukuni-Schrein als Motiv
- Yasukuni no (Yasukuni) aus dem Jahr 1937

In dem Lied heißt es:
Yasukuni no miya ni mitama wa shizumaru mo (Im Yasukuni-Schrein ruht dein edler Geist, mein Sohn.)
Oriori kaere haha no yumeji ni (Kehre doch ab und zu wenigstens im Traum zur Mutter zurück.)
In diesem Tanka trauert eine Mutter um ihren Sohn, der im Pazifikkrieg gefallen ist. Den minimalistischen Text schrieb der Berufssoldat Ōe Hifumi als Eulogie für einen jungen, im August 1937 gefallenen Kameraden. Das Gedicht wurde 1937 durch das 39 Sekunden lange Lied Yasukuni no japanweit bekannt, dessen Weise dem Komponisten Kiyoshi Nobutoki (信時 潔) zugeschrieben wird. Das Lied entwickelte sich rasch zu einem geläufigen Requiem und wurde in die Radioreihe Kokumin Kayō („Nationallieder“) der japanischen Rundfunkgesellschaft NHK aufgenommen. Zusätzlich zu den vielen Radioübertragungen förderten auch die Live-Radioberichte der Verehrungsrituale am Yasukuni-Schrein die Bekanntheit des Liedes. Nach der Kriegsniederlage Japans von 1945 entschwand es wie andere „Nationallieder“ aus dem kollektiven Gedächtnis der japanischen Nation. Erneute Bedeutung erlangte das Lied 1984 – inmitten der Kontroverse um die wiederholten Besuche des Premierministers Nakasone Yasuhiro am Yasukuni-Schrein – als sein Text als kulturelles Artefakt vorgestellt wurde, das das Problem um den Yasukuni-Schrein symbolisiere, so in der Publikation Yasukuni Jinja (1984) des Historikers Ōe Shinobu, einem Sohn von Ōe Hifumi.
- 同期の桜, Dōki no sakura (Kirschblüten der gleichen Klasse) aus dem Jahr 1938

In dem Lied heißt es:
貴様と俺とは同期の桜, kisama to ore to wa dōki no sakura (Du und ich sind zwei Kirschblüten)
離れ離れに散ろうとも, hanarebanare ni chirō tomo (Selbst wenn unsere Blüten auseinanderfallen)
花の都の靖国神社, hana no miyako no Yasukuni jinja (Die Hauptstadt der Blumen ist Yasukuni-jinja)
春の梢に咲いて会おう, haru no kozue ni saite aō (Wir werden im Frühling in den Baumkronen wieder zusammenkommen)
Dōki no sakura ist ein Lied, das dem „selbstlosen Opfer“ der Kamikazepiloten gewidmet ist, die es mit Kirschblüten vergleicht, die in ihrer schönsten Stunde blühen würden, um kurz darauf zu vergehen. Der symbolische Komplex „wie Kirschblüten für den Kaiser/das Land zu fallen“ hatte bereits nach den Siegen im Japanisch-Chinesischen Krieg Ende des 19. Jahrhunderts und im Russisch-Japanischen Krieg Anfang des 20. Jahrhunderts begonnen, sich häufig in Liedtexten dieser Zeit niederzuschlagen, als viele Japaner von patriotischer Euphorie erfasst wurden.

### Banknoten mit dem Yasukuni-Schrein als Motiv

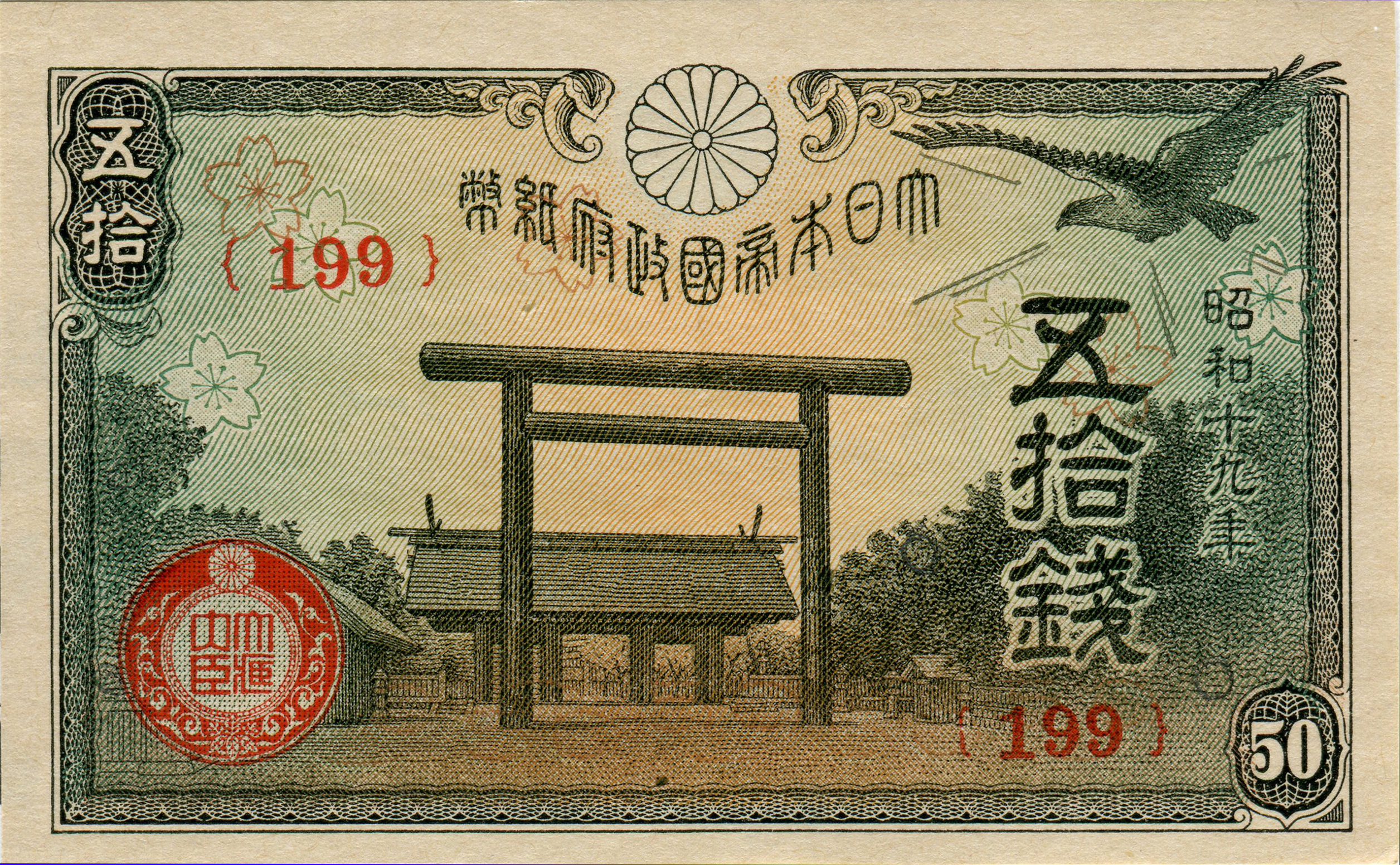
Der Yasukuni-Schrein als Motiv auf einer 50-sen-Banknote von 1945 (siehe yen)

- Die ab 1942 herausgegebene 50-sen-Banknote des Japanischen Kaiserreichs verwendete den Yasukuni-Schrein als Motiv.

### Briefmarken mit dem Yasukuni-Schrein als Motiv

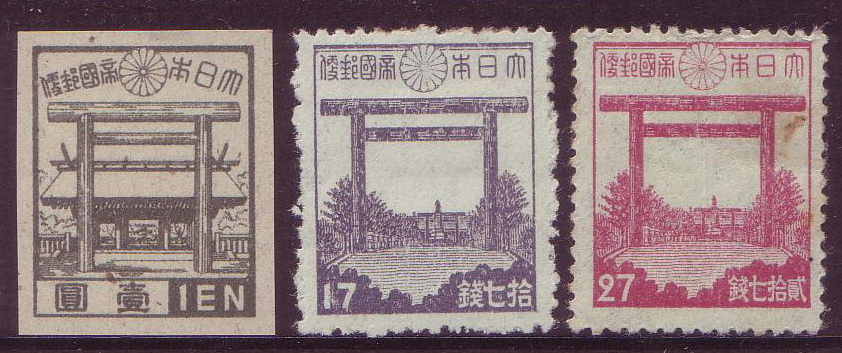
Japanische 17-, 27-sen und 1-yen-Briefmarke (1943, 1945, 1946)

- japanische 17-sen-Briefmarke (1943)
- japanische 27-sen-Briefmarke (1945)
- japanische 1-yen-Briefmarke (1946)

## Filme
- Yasukuni. Regie: Li Ying, (Japan 2007)